# Sphenomorphus hallieri
Sphenomorphus hallieri är en ödleart som beskrevs av  Lidth De Jeude 1905. Sphenomorphus hallieri ingår i släktet Sphenomorphus och familjen skinkar. Inga underarter finns listade i Catalogue of Life.